# 立花種治
立花 種治（たちばな たねはる、天和2年（1682年）-享保12年8月18日（1727年10月3日））は、江戸時代の旗本。筑後国三池藩主家立花氏の分家にあたる立花甲斐守家の分家。幼名は小四郎、通称を助五郎と称した。父は立花種成。母は某氏。兄は立花直時。正室は村田昌和（長庵）の女。子は立花直敬、娘、娘（雅楽頭酒井家家臣の田中平馬妻）、次男、三男、四男、五男。

## 生涯
元禄7年（1694年）7月11日に兄が父の家督を相続する際に分家し、相模国大住郡内200石を分知されて小普請となる。宝永2年（1706年）12月26日に大番組士に列し、宝永7年（1710年）に大番組士を辞す。
享保12年（1727年）に死去。享年46．法名は良秋。葬所は深川の心行寺。家督は四男の種成が継ぐ。